# Vrijdag
Vrijdag is een van de zeven dagen van de week. Het is de dag die op  donderdag volgt, de dag na vrijdag is zaterdag.

## Naamgeving
De naam vrijdag is afgeleid van Oudnederlands friadag, Proto-West-Germaans *Frījādag, dat is de dag van de Germaanse godin Frige oftewel Frigg. De verwante Oudengelse vorm was frīġedæġ. De naam van deze godin is afgeleid van het Proto-Germaanse*frijaz 'vrij, geliefd'.
De naam van de dag komt  overeen met de Latijnse benaming Dies Veneris, de dag van Venus, genoemd naar de gelijknamige planeet, op zijn beurt vernoemd naar de liefdesgodin Venus. Frigg was de godin van liefde, huwelijk en gezinsleven en werd - gezien deze naamgeving - kennelijk beschouwd als een evenbeeld van Venus.
Frigg wordt vaak verward met de Noordse liefdesgodin Freya, die waarvan de verering vermoedelijk pas in de Vikingtijd opkwam. Deze Freya was de tweelingzus van de vruchtbaarheidsgod Freyr. Haar naam verwijst naar het Oudnoorse *fraujōn (heerseres). Het woord vrijdag kan hier niet van zijn afgeleid.

## Betekenis
Vrijdag is de dag voor het weekend in veel gebieden met een vijfdaagse werkweek.

### In de godsdienst
- Deze dag van de week heeft voor christenen een bijzondere betekenis, omdat de kruisiging van Christus op een vrijdag plaatsvond (zie: Goede Vrijdag). De vrijdag is voor katholieken dan ook een dag van onthouding (zie: Vijf geboden van de Kerk).
- In de islam is vrijdag de belangrijkste dag van aanbidding (vrijdaggebed-vrijdagmoskee)
- De joodse sjabbat begint bij zonsondergang op vrijdagavond, en eindigt bij zonsondergang op zaterdag.

## Trivia
- Bij de Akan (bewoners van Ghana en Ivoorkust) krijgen op vrijdag geboren jongens de voornaam Kofi, zie Akan-voornamen

## Speciale vrijdagen
Zie Speciale vrijdagen